# The Unarchiver
The Unarchiver是一个专有的数据解压工具，它支持的格式比macOS中内置的归档实用程序Archive Utility（以前称为BOMArchiveHelper）更多。它还可以处理用其他非英语版本的操作系统创建的外国字符集中的文件名。最新版本需要macOS Lion或更高版本。The Unarchiver不会压缩文件。
相应的命令行实用程序unar和lsar也可在Microsoft Windows、Linux和macOS上运行。